# Japanspachtel

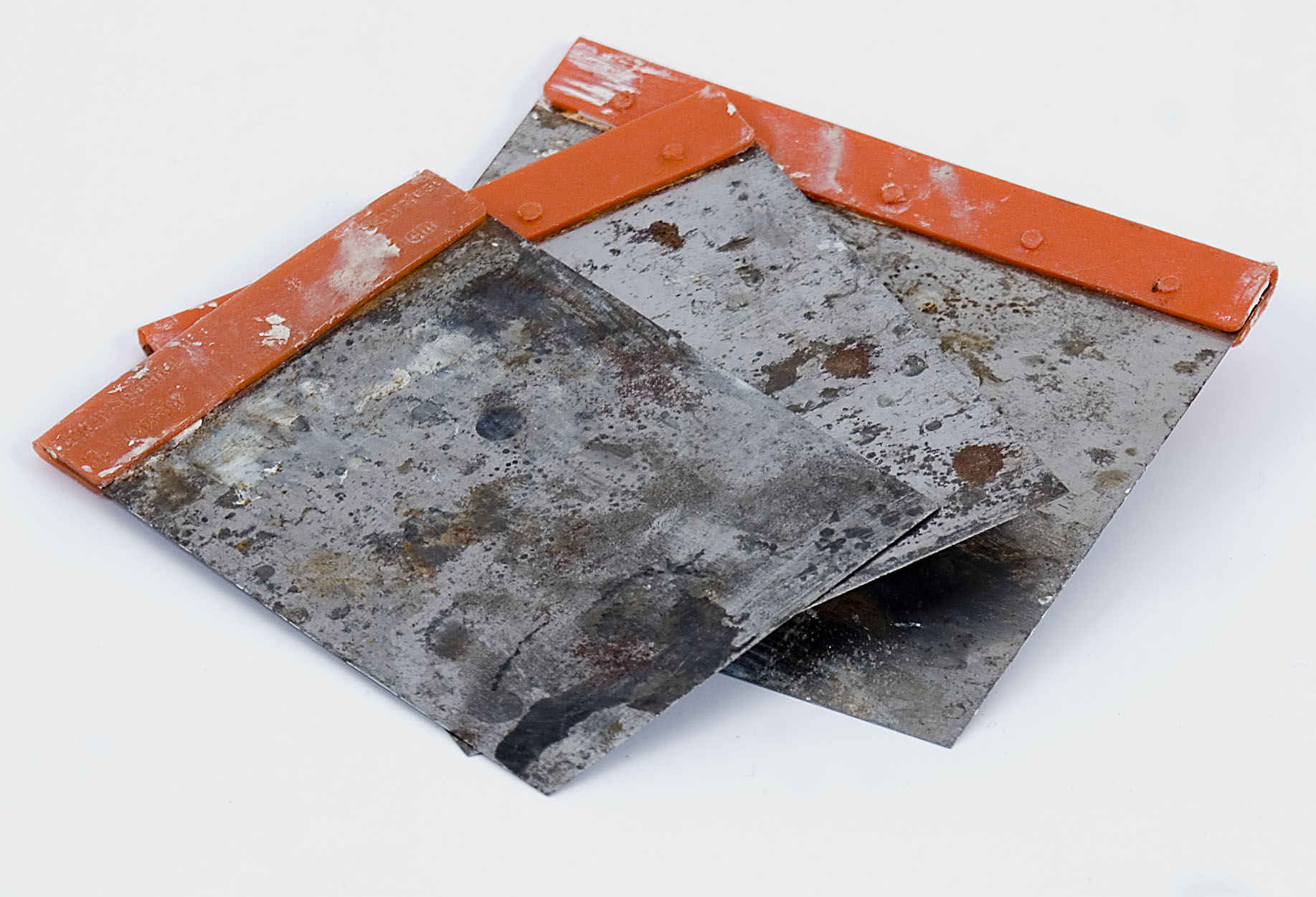
Gebrauchte Japanspachtel verschiedener Größe

Ein Japanspachtel (Flächenspachtel) ist ein Werkzeug zum Einarbeiten von Öl- und Spachtelmassen. Auch zur Entfernung von alter Tapete und Farbe kann der Japanspachtel eingesetzt werden. Es besteht aus einem hochelastischen, rechteckigen Metallblatt in Breiten zwischen etwa drei und dreißig Zentimetern mit Kunststoffummantelung an einer der breiten Kanten, die als Griff dient. Auch auswechselbare oder in der Härte verstellbare Blätter sind möglich.
Beim Namen handelt es sich nicht um eine Herkunftsbezeichnung. Er rührt als Qualitätsbegriff von der Verbindung zu sogenannten Japan-Emaille-Lacken her.